# Oberumbach

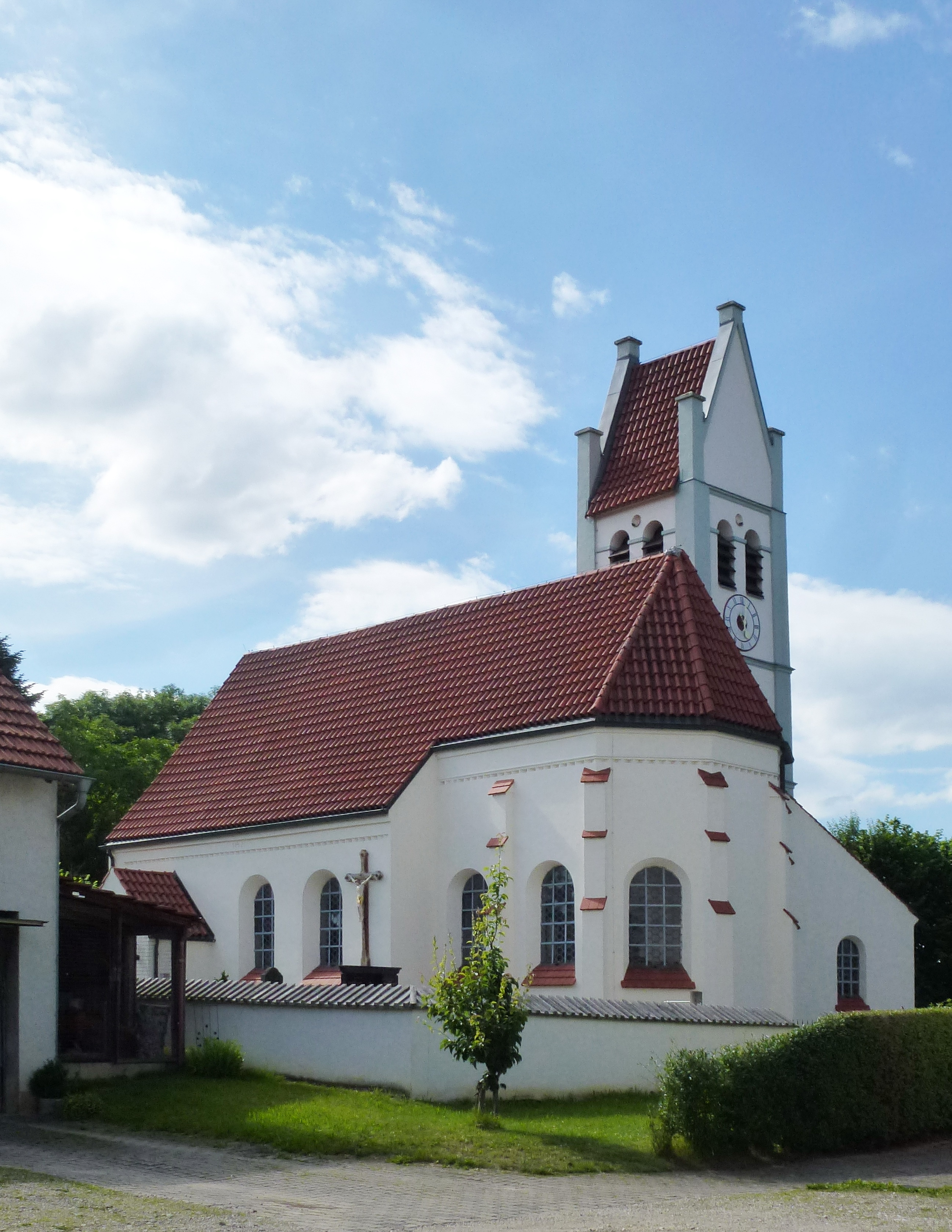
Katholische Filialkirche St. Ulrich in Oberumbach

Der Ort Oberumbach ist ein Ortsteil der Gemeinde Pfaffenhofen an der Glonn im Landkreis Dachau.

## Geschichte
Das Kirchdorf Oberumbach wurde 814 als Ominpach erstmals urkundlich erwähnt. Von einer Kirche ist erstmals in der Konradinischen Matrikel von 1315 die Rede, unter der Bezeichnung Umbach als Filialkirche (mit Friedhof) von Sulzemoos. Die gotische Saalkirche St. Ulrich wurde im Kern 1480 errichtet und 1666 barock umgestaltet.
Von der noch im 16. Jahrhundert erwähnten Burg in Oberumbach sind heute keine Spuren mehr vorhanden. Die Münchner Patrizierfamilie Ligsalz war von 1606 bis 1742 mit Unterbrechungen im Besitz der Hofmark Oberumbach, dann kam sie bis zur Auflösung des Klosters 1803 an das Augustineremitenkloster in München. Die 1818 durch das zweite Gemeindeedikt gegründete Gemeinde Unterumbach umfasste neben Ober- und Unterumbach die Orte Miesberg und Stockach.
Anfang bis Mitte des 19. Jahrhunderts siedelten sich Mitglieder der Erweckungsbewegung der Lindlianer in Oberumbach an. Ortspfarrer Jakob Wimmer meldete dem Ordinariat im Jahr 1851 noch fünf Personen als „Anhänger der Lindl'schen Sekte“.
Am 1. Januar 1975 wurde die bis dahin selbstständige Gemeinde Unterumbach mit Oberumbach nach Pfaffenhofen an der Glonn eingegliedert.